# Massamasso Tchangaï
Komi Massamasso Tchangaï (auch Massamesso Tchangaï; * 8. August 1978 in Atakpamé; † 8. August 2010 in Lomé) war ein togoischer Fußballspieler. Er spielte auf der Position des Verteidigers.
Nach seinem Einstand beim tunesischen Verein Club Athlétique Bizertin im Jahr 1997 wechselte Massamasso Tchangaï 1998 zu Udinese Calcio, von wo er, ohne auch nur ein Ligaspiel bestritten zu haben, noch im selben Jahr nach Slowenien zu ND Gorica verliehen wurde. Von 1999 bis 2001 spielte er beim niederländischen Verein VBV De Graafschap Doetinchem. Anschließend kehrte er nach Italien zurück und spielte zunächst bei AS Viterbese Calcio. Zwischen 2002 und 2006 stand er bei Benevento Calcio unter Vertrag, bevor er zu Al-Nasr nach Saudi-Arabien wechselte. Seit Juni 2007 war Tchangaï zunächst vertragslos, ehe er 2009 nach China zu Shenzhen Asia Travel wechselte.
Sein erstes Spiel für die Togoische Fußballnationalmannschaft bestritt Tchangaï im August 1996. Insgesamt wurde er in 37 Länderspielen eingesetzt und schoss dabei fünf Tore (Stand: 1. Januar 2008). Er nahm vier Mal an Fußball-Afrikameisterschaften (1998, 2000, 2002, 2006) und an der Fußball-Weltmeisterschaft 2006 teil (drei Spiele, kein Tor).
Tchangaï starb an seinem 32. Geburtstag an Herzversagen.